# Удар скорпіона
Удар скорпіона (англ. scorpion kick, англ. reverse bicycle kick, англ. back hammer kick, ісп. El escorpión) — футбольний фінт, — відбиття м'яча голкіпером (або польовим гравцем) п'ятами в стрибку. Свою назву отримав за схожість з атакою скорпіона, що вражає свою жертву. Автором і першим виконавцем цього футбольного прийому вважається колумбійський воротар Рене Ігіта.

## Перша демонстрація сейв у матчі і реакція на нього

Скорпіон завдає удар

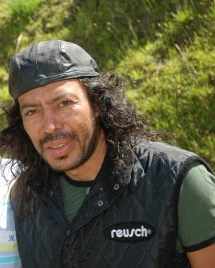
Рене Ігіта 2007 року

6 вересня 1995 року на 21-й хвилині першого тайму товариського матчу зі збірною Англії колумбійський голкіпер Рене Ігіта (на прізвисько «Божевільний») на стадіоні «Вемблі» вперше в реальному футбольному матчі продемонстрував сейв у присутності близько 16 000 англійців і близько 4000 колумбійців. Один з британських футболістів затримався у штрафному майданчику збірної Колумбії і потрапив в офсайд. Боковий суддя побачив це і вже готувався підняти прапор (за іншою версією він навіть підійняв прапор, але рефері його не помітив), але м'яч в цей час злетів з ноги Джеймі Реднаппа і полетів не в бік футболіста, який перебував у положенні поза грою, а прямо у ворота Ігіти. Побачивши м'яч, воротар відступив на кілька кроків, щоб не втратити його з поля зору. Потім він склав тіло, ніби імітуючи скорпіона, намагається вдарити жалом жертву. Голкіпер дозволив м'ячу пройти над собою, а потім несподівано відбив його ударом підошов своїх бутс. Падаючи, він вперся руками в землю. За твердженням журналістів, Ігіта чудово розумів, що любителі футболу оцінять і розрекламують сейв. «Удар скорпіона» багаторазово транслювався по телебаченню, а в пресі з'явилися цілі статті, які детально розбирали цей технічний прийом.
Воротарі різних команд пізніше повторювали сейв Ігіти. Преса повідомляла про удар скорпіона у виконанні воротаря бразильського клубу «Сан-Паулу» Сідау в товариському матчі між друзями Роналдінью і зірками бразильського чемпіонату.
У 2008 році «удар скорпіона» був названий найкращим в історії футболу фінтом за підсумками опитування англійської порталу футбольного інвентарю Footy Boots і широко розтиражований англійською пресою. Британський журнал «Спорт»  поставив сейв Ігіти на 93-е місце серед найвизначніших подій в історії спорту. Під час свого прощального матчу Дієго Марадона, щоб ще раз побачити феноменальний стрибок, спеціально підіграв Ігіті, дозволивши йому повторити фінт через роки.

## Суперечки щодо авторства фінту
Кореспондент колумбійської газети El Tiempo Пабло Ромеро стверджував, що вперше Ігіта побачив удар скорпіона, коли його показали в 1990 році в рекламі безалкогольних напоїв «Frutiño». Ігіта, за його словами, відпрацьовував удар протягом п'яти років. «Люди думають, що Ігіта винайшов сейв в день на „Вемблі“, але ні, він тренував його щодня, говорив нам, що збирається використовувати сейв у грі, коли зможе. Він зробив це через свою індивідуальність, тому що це ризиковано. Сейв був увічнений цим. Не те щоб це було щось очікуване, але ми знали, що це може відбутися в будь-який час», — розповідав колишній гравець колумбійської збірної Віктор Арістісабаль. Аристісабаль сам 30 травня 1993 року забив такий гол у грі проти Чилі. Парагвайський футболіст Роберто Кабаньяс забив гол скорпіона, коли грав в американському клубі «Нью-Йорк Космос» в 1983 році. Набагато раніше, в 70-х роках, німецький воротар Зепп Майєр вже демонстрував удар скорпіона, але робив це не в офіційному матчі, а на тренуваннях. 2012 року мексиканець Уго Санчес заявив, що винайшов фінт, граючи за мадридський «Реал», але так і не зміг продемонструвати його в матчі. Він назвав прийом «ударом мула». «Я дякую Ігіті, який зробив цей прийом відомим, я його винайшов», — заявив Санчес.

Офіційний сайт Південноамериканської конфедерації футболу називає автором футбольного фінта парагвайського нападника Арсеніо Еріко, який виконав його у серпні 1934 року в матчі «Індепендьєнте» проти клубу «Бока Хуніорс» у чемпіонаті Аргентини. Фінт отримав тоді в латиноамериканському футболі назву «гойдалки» (ісп. balancines). Парагвайський журналіст Альберто Кандія склав список тих футболістів, хто повторив фінт слідом за Арсенио Еріко. Серед інших в ньому присутній Альфредо ді Стефано.

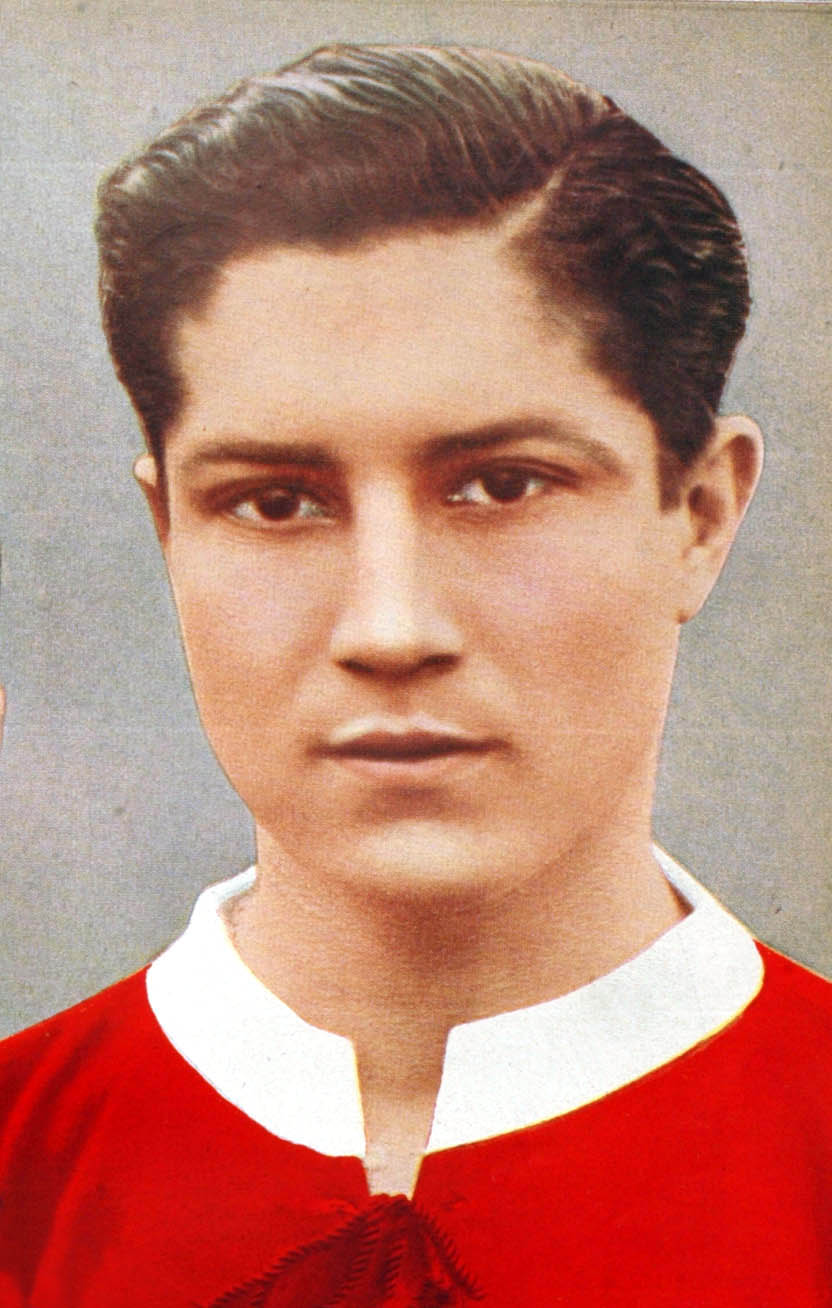
Нападник Арсеніо Еріко, фото 1934 року
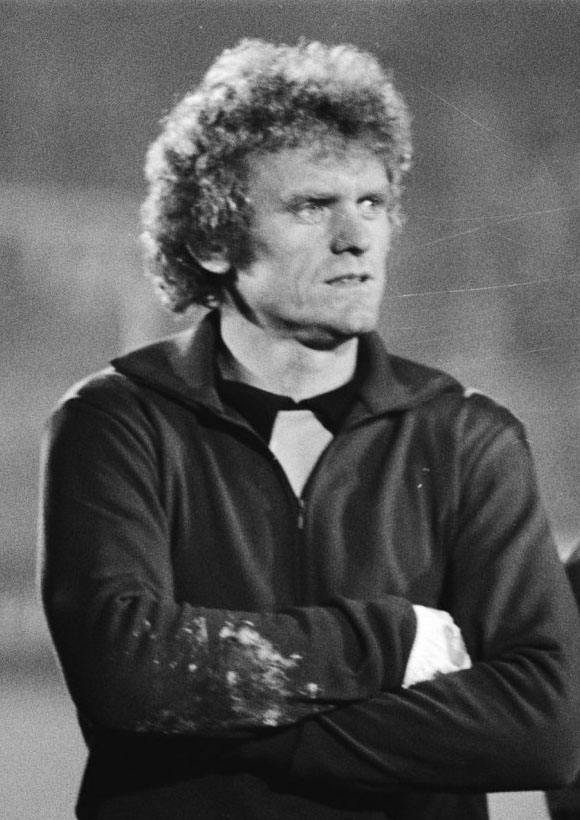
Воротар Зепп Маєр, фото 1978 року
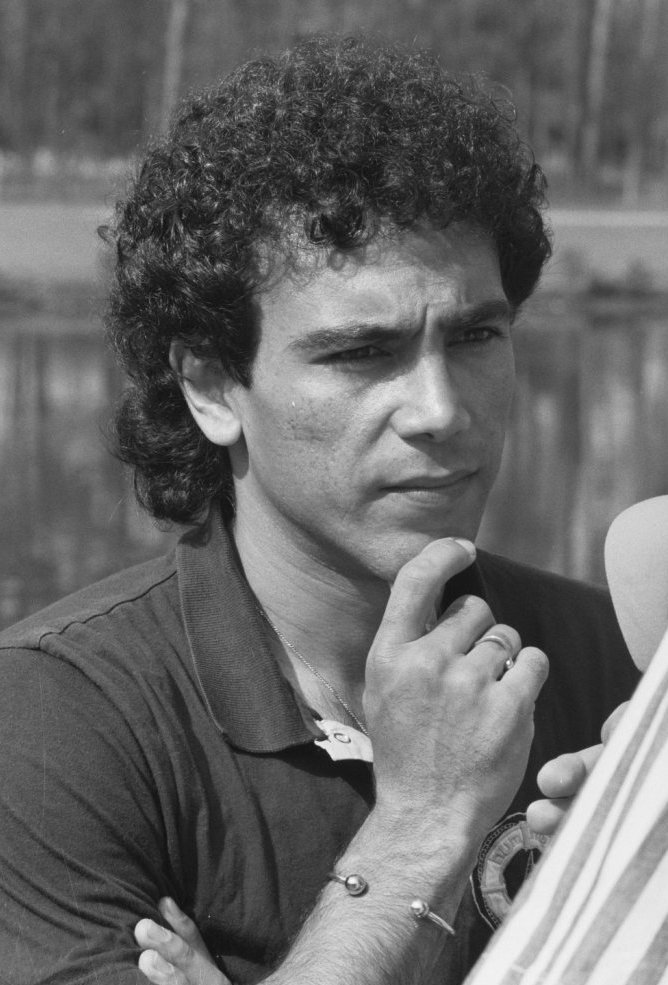
Нападник Уго Санчес, фото 1988 року